# Франческо Анджеліно
Франческо Анджеліно (італ. Francesco Angelino, 5 березня 1893, Сиракуза — 7 серпня 1990, Сиракуза) — італійський військовик, учасник Першої світової війни, нагороджений Золотою медаллю «За військову доблесть».

## Біографія
Франческо Анджеліно народився 5 березня 1893 року в Сиракузі. У 1913 році був призваний на військову службу на військовий флот. Ніс службу у складі 10-ї флотилії МАС під керівництвом Луїджі Ріццо.
У грудні 1917 року брав учать у потопленні австро-угорського броненосця «В'єн», за що був нагороджений Бронзовою медаллю «За військову доблесть».
У травні 1918 року добровільно зголосився до участі в атаці на Полу під керівництвом Маріо Пеллегріні. Проте місія зазнала невдачі і командир вирішив затопити човен. Учасники місії потрапили в полон. Франческо Анджеліно втратив руку. Він провів шість місяців у таборі для військовополонених в Богемії.
14 червня 1918 року король Віктор Емануїл III своїм декретом нагородив Франческо Анджеліно Золотою медаллю «За військову доблесть».
Після повернення до Італії Франческо Анджеліно було присвоєне звання капітана
Помер 7 серпня 1990 року в Сиракузі.

## Нагороди
- Бронзова медаль «За військову доблесть»
- Золота медаль «За військову доблесть»